# 同位の原理
同位の原理（どういのげんり）は国際動物命名規約に定められた原理の1つ。動物命名法上、新しい学名を公表する行為は、関連する他の階級に、自動的かつ同時に、同一のタイプを持つ学名を設立するというもの。そのようにして設立された名前の著者名の引用は、実際に公表された名前の引用と同一である。自動的に設立された名前が適用されるタクソンが実際にあるかどうかは重要ではない。そのようなタクソンがいずれかの時点で認識された場合、それに使用できる名前があらかじめ存在するということである。

## 種階級群
種階級群のいずれかの階級の名前を公表すると、種階級群の別の階級の名前も設立される（条46.1）。
種階級群とは「種および亜種の階級」のタクソンであり（条42.1）、種の名前を公表すると対応する亜種の名前も設立され、逆に亜種の名前を公表すると対応する種の名前も設立される。たとえば種名Giraffa camelopardalis Linnaeus, 1758の公表により、亜種名Giraffa camelopardalis camelopardalis Linnaeus, 1758もまた設立される。

## 属階級群
属階級群のいずれかの階級の名前を公表すると、属階級群のもう一方の階級の名前も設立される（条43.1）。
属階級群とは「属と亜属の階級」のタクソンであり（条42.1）、属の名前を公表すると対応する亜属の名前も設立され、その逆も同様である。たとえば属Giraffa Linnaeus, 1758と亜属Giraffa Linnaeus, 1758は同時に設立されたものとみなされる。

## 科階級群
科階級群のいずれかの階級の名前を公表すると、科階級群の他のすべての階級の名前も設立される。このとき、階級を示す接尾辞は適切なものに変更される。（条36.1）
科階級群とは「上科、科、亜科、族、亜族の階級、および上科よりも低く属よりも高い随意の階級」のタクソンであり（条35.1）、たとえば科の名前を公表すると、上科、亜科、族、亜族などの名前も同時に設立される。